# Megachernes trautneri
Megachernes trautneri är en spindeldjursart som beskrevs av Wolfgang Schawaller 1994. Megachernes trautneri ingår i släktet Megachernes och familjen blindklokrypare. Inga underarter finns listade i Catalogue of Life.